# 3 Hénoch
Pour les articles homonymes, voir Livre d'Hénoch (homonymie).
Le Livre hébreu d’Hénoch (3 Hénoch ou Hénoch III) également appelé Livre des Palais, en hébreu ספר היכלות (sefer hekhalot), est un texte mystique de nature apocalyptique et angélologique du judaïsme ancien.
Vraisemblablement rédigé au Ve ou VIe siècle, il est considéré comme l'un des joyaux de la mystique juive et l'un des portiques de l’ésotérisme judaïque et tout particulièrement de la Kabbale médiévale et de la mystique des piétistes juifs franco-rhénans. Rédigé essentiellement en hébreu, on y trouve une formule en araméen et quelques expressions en grec et en latin.
Il est distinct du Livre d'Hénoch, aussi connu comme 1 Hénoch ou Hénoch éthiopien, et du Livre du Livre des secrets d'Hénoch, aussi connu comme 2 Hénoch, qui raconte les événements vécus par Hénoch pendant son enlèvement dans les sept cieux. La numérotation de ces textes a été appliquée par les spécialistes pour distinguer les textes les uns des autres.

## Structure de l'ouvrage
La figure centrale de cet ouvrage est celle de l'ange Metatron portant le titre de « Prince de la Face », serviteur du Trône divin qui est dans la proximité immédiate de Dieu. Les premiers chapitres, 1 à 3, dépeignent l’ascension céleste de Rabbi Ishmael et sa rencontre avec Metatron, ensuite de 3 à 16, celle d’Hénoch, de 17 à 40 est décrit la structure du monde céleste et son fonctionnement. Les derniers chapitres de l'ouvrage se préoccupe de questions eschatologiques et cosmologiques tant personnelles que collectives.
Le livre hébreu d'Hénoch débute par une citation du verset 24 du cinquième chapitre de la Genèse: « Hénoch marcha avec Dieu, puis il disparut car Dieu l'avait pris. ». Cette notice énigmatique semble indiquer que le patriarche Hénoch a connu un destin hors du commun. La tradition rabbinique a proposé différentes interprétations  pour ce passage. Selon le Targoum Onkelos, cela signifie qu'Hénoch est mort précocement alors que selon le traité talmudique Derekh Eretz Zouta, cela signifie qu'Hénoch est entré vivant dans le Jardin d'Éden. Selon le Targoum Pseudo-Jonathan, Hénoch fut enlevé au ciel pour avoir mené une vie parfaite en servant Dieu. Dans son commentaire des Cinq livres de Moïse, Menachem écrit que le Seigneur prit Hénoch pour se tenir devant le Trône de Sa majesté et les roues de Son chariot pour accomplir les tâches du Plus-Haut ; il fut porté au ciel dans un chariot tiré par des chevaux de feu et entra en présence de Dieu, des bêtes sacrées, seraphim, ophanim, cherubim et roues du chariot

## Résumé
Après la citation de Genèse 5:24 en ouverture du livre, le texte n'en donne pas immédiatement une explication mais il relate l’ascension mystique de rabbi Ishmael vers les Palais Divins, sa contemplation du Char Céleste et l'opposition des anges à la venue d'un être humain dans leurs sphères. Au seuil du Septième Palais il est introduit dans celui-ci par un archange dont le nom est Métatron qui lui dévoile qu'il est la transfiguration du patriarche Hénoch, fils de Yared, qui gouverne les 70 anges des Nations.
Le texte est construit comme un compte rendu de Rabbi Ishmaël sur son entretien avec Métatron. Chaque chapitre est introduit par la phrase : « Rabbi Ishmaël dit : l'ange Métatron, le Prince de la Face me dit ». D'abord Métatron lui explique qu’après que fut chassé Adam du Jardin d'Eden, l’Éternel quitta la terre, les hommes de la génération d'Adam étant devenus idolâtres et comment, malgré l'opposition des anges, le Créateur le fit monter dans les hauteurs célestes pour l'enlever du milieu de cette génération pervertie. Métatron raconte ce ravissement et le surcroît de sagesse, humilité, bonté et autres qualités ainsi que son « agrandissement », que lui octroya directement le Saint béni soit-il. Il lui fait part aussi de la structure concentrique, littéralement « une chambre à l’intérieur d'une chambre », des Six Palais Célestes qu'il lui a fallu traverser tout en subissant une série d’épreuves sous forme de rencontres avec des anges hostiles qu'il faut subjuguer avec des Noms Divins afin de passer d'un Palais à un autre jusqu'au « Portail » du Septième Palais.
Dans les chapitres suivants, Métatron fait l’éloge de Rabbi Ishmaël, celui-ci étant issu de la lignée d'Aaron le premier Grand prêtre d'Israël, ce qui lui octroie un statut particulier le rendant digne de siéger parmi les anges. Plus loin, Rabbi Ishmaël questionne Métatron sur son nom véritable, ce questionnement renvoie aux passages bibliques de la lutte entre Jacob et un ange auquel il demanda son nom (Genèse 32:30) et celui de la rencontre entre Manoach et un ange qu'il questionna aussi sur son nom (Juges 13:17-18). Tandis que Jacob et Manoach n'obtinrent pas de réponse des anges, Métatron répond à Rabbi Ishmaël, lui expliquant qu'il a soixante-dix noms, dont le plus glorieux de tous, le tétragramme. Dans les derniers chapitres de l'ouvrage qui traitent d'angéologie, de cosmologie et d'eschatologie, Métatron dévoile à Rabbi Ishmaël des secrets divins qui lui ont été révélés directement par le Saint béni soit-il.